# Plampang (Paiton)
Plampang is een bestuurslaag in het regentschap Probolinggo van de provincie Oost-Java, Indonesië. Plampang telt 1595 inwoners (volkstelling 2010).